# Manpreet Singh

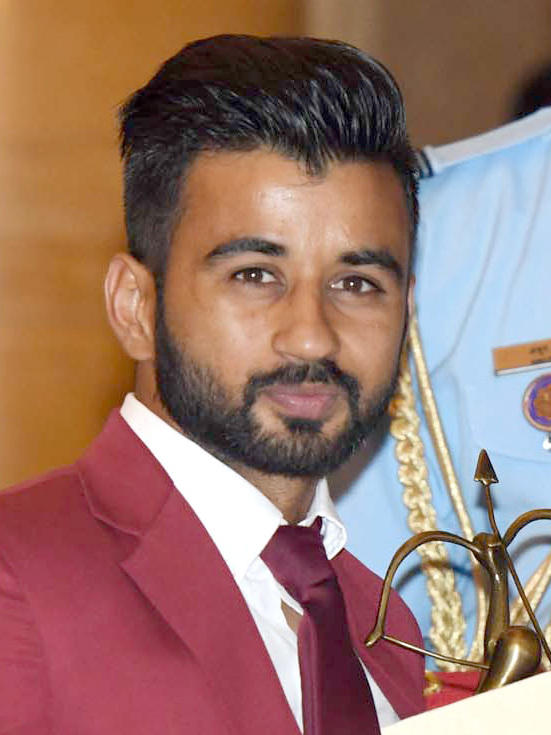
Manpreet Singh bei der Verleihung des Arjuna Award 2018

Manpreet Singh (* 26. Juni 1992 im Dorf Mithapur bei Jalandhar, Punjab) ist ein indischer Hockeyspieler. 2014 gewann er mit der indischen Mannschaft bei den Asienspielen. 2021 und 2024 erhielt er eine olympische Bronzemedaille.

## Sportliche Karriere
Der 1,72 m große Mittelfeldspieler gehört seit 2011 zur indischen Nationalmannschaft und wirkte in über 260 Länderspielen mit, nachdem er bereits 92 Länderspiele im Juniorenbereich absolviert hatte.
Bei den Olympischen Spielen 2012 in London belegte die indische Mannschaft den 12. Platz. Bei der Weltmeisterschaft 2014 in Den Haag erreichten die Inder als beste Mannschaft Asiens den neunten Platz. Im Sommer 2014 fanden die Commonwealth Games in Glasgow statt. Die indische Mannschaft bezwang im Halbfinale die Neuseeländer, im Finale unterlagen sie den Australiern mit 0:4. Anderthalb Monate später wurden in Incheon die Asienspiele 2014 ausgetragen. Das Hockeyfinale gegen Pakistan wurde im Shootout entschieden, wobei Manpreet Singh als einziger Inder seinen Versuch nicht verwandeln konnte.
2016 erreichten die Inder bei den Olympischen Spielen in Rio de Janeiro das Viertelfinale, schieden aber dann gegen die belgische Mannschaft aus. 2018 verloren die Inder bei den Commonwealth Games in Gold Coast das Spiel um die Bronzemedaille gegen das englische Team mit 1:2. Bei den Asienspielen in Jakarta erreichten die Inder ebenfalls das Spiel um den dritten Platz, diesmal gewannen sie mit 2:1 gegen Pakistan. Ende 2018 war die indische Stadt Bhubaneswar Austragungsort der Weltmeisterschaft. Die Inder gewannen ihre Vorrundengruppe vor den späteren Weltmeistern aus Belgien, schieden aber im Viertelfinale mit 1:2 gegen die Niederländer aus. Bei den Olympischen Spielen in Tokio belegten die Inder in der Vorrunde den zweiten Platz. Nach einem Viertelfinalsieg über die Briten und einer Halbfinalniederlage gegen die Belgier besiegte die indische Mannschaft im Kampf um Bronze die deutsche Mannschaft mit 5:4 und gewann die erste olympische Medaille seit 1980. Während der Eröffnungsfeier war er, gemeinsam mit der Boxerin Mary Kom, der Fahnenträger seiner Nation. Bei den Olympischen Spielen 2024 in Paris gewann er erneut die Bronzemedaille.
Manpreet Singh erhielt 2018 den Arjuna Award, 2019 wurde er als Welthockeyspieler geehrt. 2021 wurde er mit dem Rajiv Gandhi Khel Ratna ausgezeichnet, dem höchsten indischen Nationalpreis für Sportler.